# Cassano delle Murge
Cassano delle Murge este o comună din provincia Bari, regiunea Apulia, Italia, cu o populație de 15.010 locuitori (1 ianuarie 2023) și o suprafață de 90,2 km².

## Demografie
Cassano delle Murge - evoluția demografică

|  | Graficele sunt indisponibile din cauza unor probleme tehnice. Mai multe informații se găsesc la Phabricator și la wiki-ul MediaWiki. |

Date: Recensăminte sau birourile de statistică - grafică realizată de Wikipedia